# サッカーヤップ代表
サッカーヤップ代表（サッカーヤップだいひょう）は、ヤップサッカー協会により編成されるミクロネシア連邦・ヤップ州のサッカーのナショナルチームである。FIFA及びOFCに加盟していない。NF-Board準会員。
代表はAFC加盟のグアム、OFC加盟のパラオなどの他のミクロネシアのナショナルチームとの試合を行っている。

## 歴史
主にミクロネシアゲームズを通して国際試合を行っており、2001年大会では優勝している。
2007年7月31日、NF-Boardに暫定会員として加盟。

## ミクロネシアゲームズの成績
- 1998 - 5位[4]
- 2001 - 優勝
- 2014 - 3位[5]